# 近江大津宮

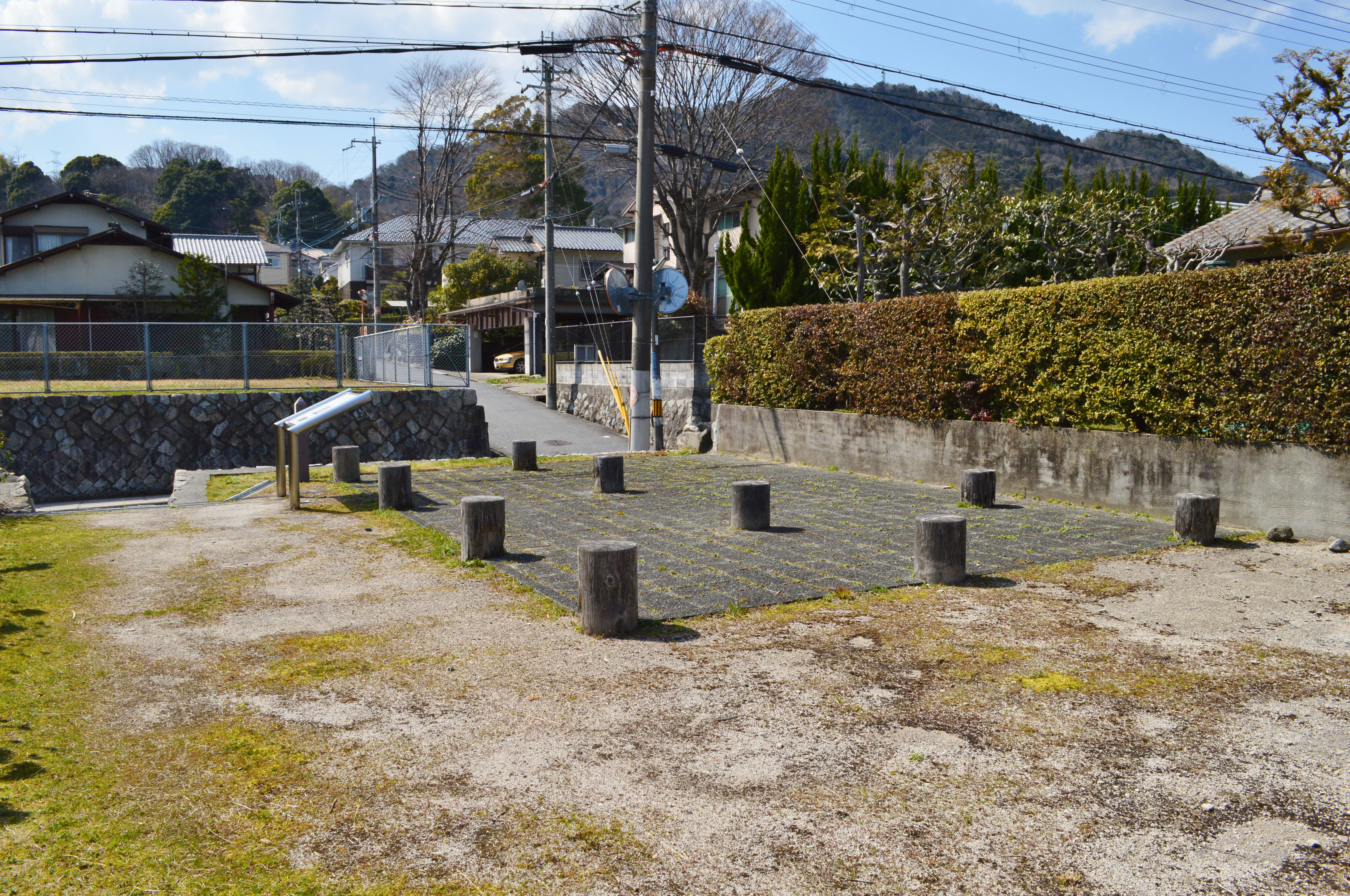
近江大津宮 内裏正殿跡
（錦織遺跡第2地点）

近江大津宮（おうみおおつのみや/おうみのおおつのみや）は、飛鳥時代に天智天皇が近江国滋賀郡に営んだ都。天智天皇6年（667年）に飛鳥から近江に遷都した天智天皇はこの宮で正式に即位し、近江令や庚午年籍など律令制の基礎となる施策を実行。天皇崩御後に朝廷の指導者となった大友皇子（弘文天皇）は天武天皇元年（672年）の壬申の乱で大海人皇子に敗れたため、5年余りで廃都となった。
史料上は「近江大津宮」のほかに「大津宮（おおつのみや）」・「志賀の都（しがのみやこ）」とも表記されるが、本来の表記は「水海大津宮（おうみのおおつのみや）」であったとの指摘もある。1974年（昭和49年）以来の発掘調査で、滋賀県大津市錦織の住宅地で宮の一部遺構が確認され、「近江大津宮錦織遺跡」として国の史跡に指定されている。

## 概要

### 背景
斉明天皇6年（660年）、百済が新羅と唐に攻められて亡んだ。倭国（後の日本）にとって百済は同盟国であり、国外にある防波堤でもあったため、当時の倭国の政治指導者である中大兄皇子（後の天智天皇）は、百済復興を強力に支援しようと、朝鮮半島へ出兵した。しかし、天智天皇2年（663年）の白村江の戦いにおいて倭・百済連合軍は唐・新羅連合軍に惨敗し、百済復興は失敗に終わった。
百済復興戦争の敗北は、中大兄政権にとって大変な失策であり、国外に大きな脅威を抱えることとなった。そのため、北部九州から瀬戸内海沿岸にかけて多数の朝鮮式山城（例えば、筑前にあった大野城）や連絡施設を築くとともに、最前線の大宰府には水城という防衛施設を設置して、防備を固めた。

### 遷都
このような状況下で、天智天皇6年（667年）3月19日、中大兄皇子は都を近江大津へ移した。その翌年（668年）1月、称制実に7年にわたったが、中大兄皇子は即位して天智天皇となった。日本で最初の律令法典となる近江令（おうみりょう）が制定されたともいわれる。
なお、この遷都の理由はよく判っていないが、国外の脅威に対抗しうる政治体制を新たに構築するため、抵抗勢力の多い飛鳥から遠い大津を選んだとする説が有力である。また、大津を遷都先に選んだ理由については、対外関係上の危機感が強く働いていたと思われる。大津は琵琶湖に面しており、陸上・湖上に東山道や北陸道の諸国へ向かう交通路が通じており、西方へも交通の便が良いためとする説がある。日本書紀によるとこの遷都には民衆から大きな不満があり、昼夜を問わず出火があったという。

### 廃絶とその後
天智天皇10年（671年）、天皇が崩御すると、子の大友皇子が近江朝廷の首班となった。生前の天智天皇から皇太子に指名されていた大海人皇子は近江朝廷に反旗を翻し、天武天皇元年（672年）6月に吉野から東国へ脱出。美濃国を拠点に軍兵を徴発して近江へ進軍し、同年7月、近江朝廷軍を破って大友皇子を自殺に追い込んだ（壬申の乱）。勝利した大海人は即位して飛鳥に浄御原宮を造営したため、大津宮は僅か5年で廃都となった。この期間を近江朝（おうみちょう）と呼ぶこともある。
万葉集には、柿本人麻呂が滅亡後の近江大津宮へ訪れて往事を偲んだ歌「ささなみの 志賀の大曲 淀むとも 昔の人に またも逢はめやも」が残されている。奈良時代には近江国の国府が近郊の瀬田（現在の大津市瀬田）に置かれ、大津宮の跡地は「古津（古い港の意味）」と呼ばれるようになった。しかし平安京遷都とほぼ同時期の延暦13年（794年）11月8日、桓武天皇（天智天皇の曾孫）の詔によって「大津」の呼称に復され、それ以降、大津地域は京都の外港や衛星都市・双子都市として発展していく。

## 所在地と遺構

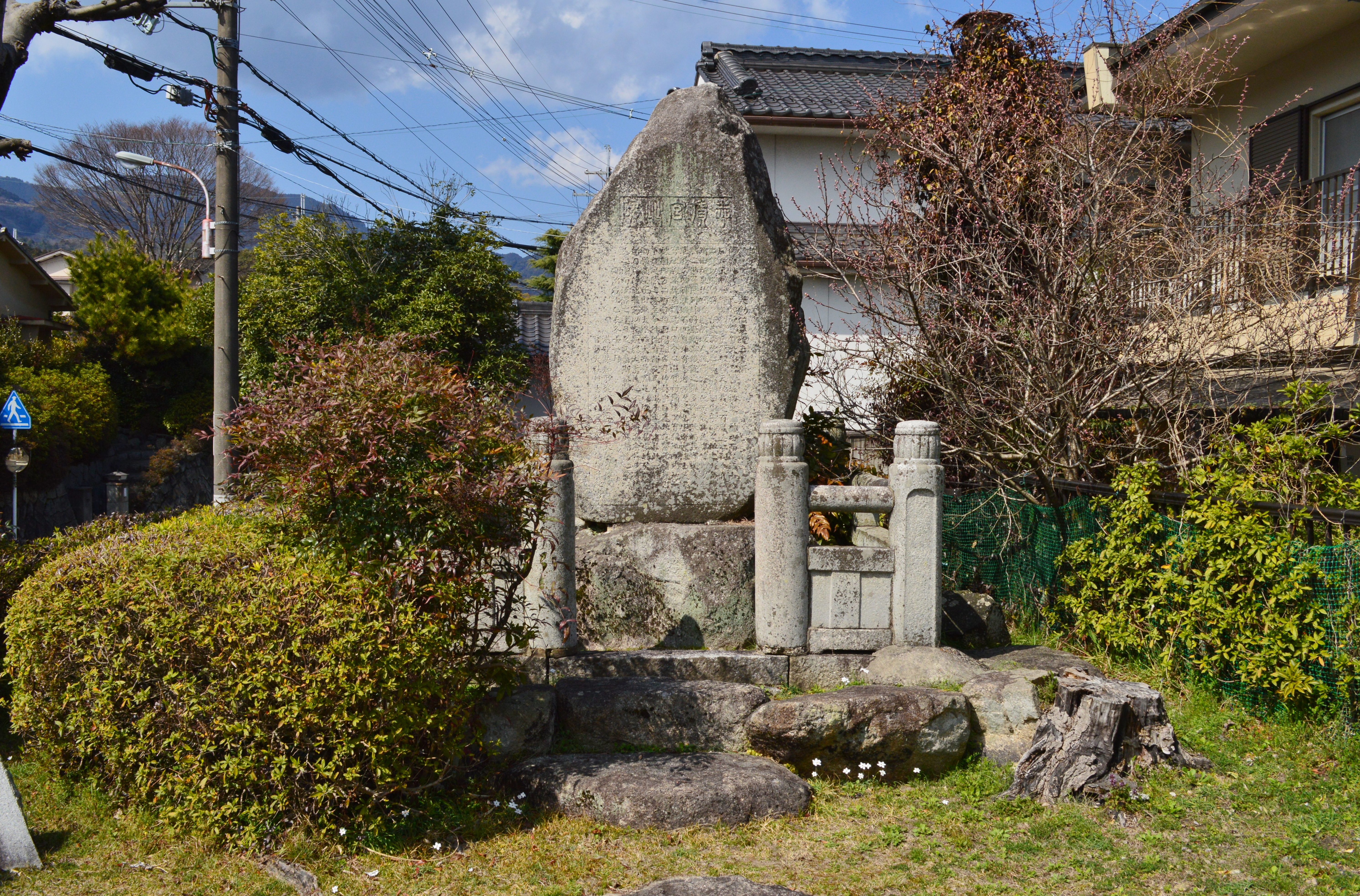
1895年（明治28年）建立の志賀宮址碑

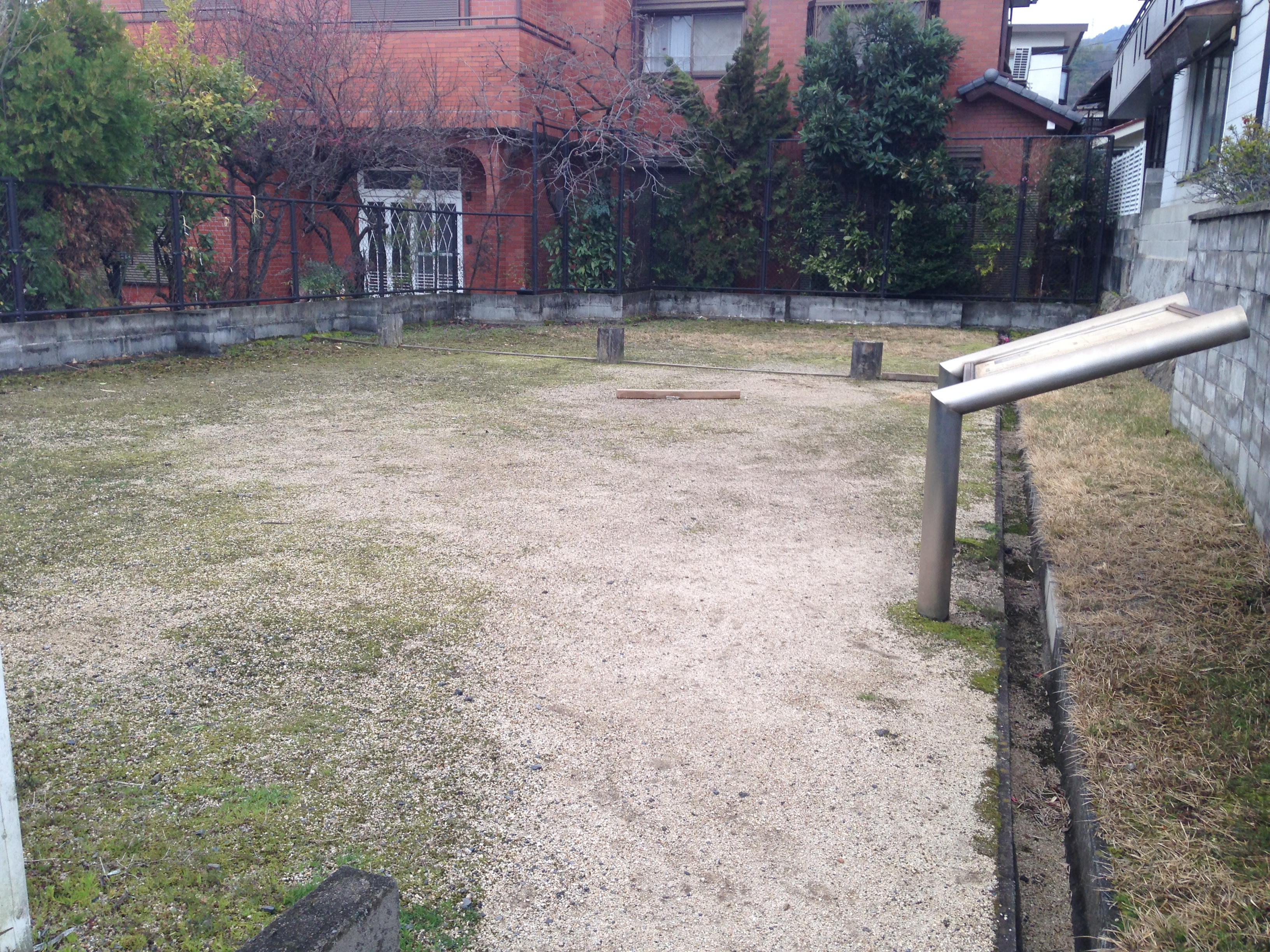
塀跡を検出した錦織遺跡第4地点

日本書紀や『懐風藻』『藤氏家伝』などには「内裏」「宮門」「大殿」「仏殿」「漏剋台」「内裏西殿」「大蔵省」「浜楼」など宮の構造をある程度推定し得る施設名が見えているが、所在地については何ら明示されていない。ただ、『今昔物語集』『元亨釈書』や園城寺の寺誌には、大津宮西北の滋賀山中金泉谷（現在の大形谷）に崇福寺が建立されたとの記載があり、この位置関係を唯一の根拠として、近世以来、錦織（御所ノ内）説、南滋賀説、滋賀里説、穴太説、粟津説などが唱えられた。
1974年（昭和49年）、錦織一丁目の住宅地の一画で発掘調査が行われ、初めて内裏南門跡と考えられる13基の柱穴が発見された。柱穴からは670年頃の時期を示す須恵器・土師器片が出土したため、錦織遺跡が大津宮の遺構と断定されるに至った。住宅街のため早急な調査範囲の拡大は困難だったが、住宅の新築や増改築などに伴って発掘が積み重ねられた結果、南門から東西に伸びる回廊（複廊）を境に、北側には内裏正殿とそれを囲む板塀、南側には朝堂院と想定される空間が広がっていることなどが判明した。遺構の復原に携わった林博通によれば、大津宮は構造上、前期難波宮（孝徳天皇の難波長柄豊碕宮）との類似点が多く見出され、前期難波宮をやや変形・縮小して造営されたものと評価されている。錦織地区は西側の丘陵が湖岸付近まで迫り平地が極端に狭いため、遺構の立地可能な範囲は最大限でも南北700m、東西400m程度とみられる。1979年（昭和54年）に近江大津宮錦織遺跡として国の史跡に指定され、一部は公園化するなど保存が図られている。

## 近江京と「大津京」
日本書紀には天智天皇の近江の都を「近江京」と表記しているが、平城京や平安京のような条坊制が存在したことを示す記載はないほか、特別行政区としての「京域」の存在も確認できない。このことから、近江京とは「おうみのみやこ」の意味であると考えられる。
一方で、平安時代の承和6年（839年）、朝廷は京職と諸国の国司に対して庚午年籍を写して中央（中務省）への提出するように命じている。京職が扱っている戸籍は京戸、すなわち京に属する人々の戸籍であり、京職がこの命令を受けたことは庚午年籍が編纂された天智天皇9年（670年）には京戸とその前提となる京が存在していたことになる、という指摘もある（ただし、この指摘は大津宮のあった時代に「京」の概念が存在していたという指摘であり、条坊制の存在を意味するものでは無い）。
明治時代に喜田貞吉（歴史学者）が条坊制の存在を信じて文献史料にはみえない「大津京」という語を用いて以降、歴史地理学や考古学の研究者がこの語を用いるようになった。近年では条坊制の存在を否定する研究者までがこの語を用いているためその概念や定義は極めて曖昧となり、研究に混乱をきたしている。
また、JR西日本湖西線の西大津駅は、地元自治体の請願により2008年3月に「大津京駅」に改称されたが（その後京阪石山坂本線の皇子山駅も2018年3月に「京阪大津京駅」に改称）、「大津京」という用語や概念をめぐり更なる誤解や混乱を生む恐れが指摘されている。 ※詳しくは、大津京駅#駅名に関する議論および脚注参照。

## 弘文天皇陵（長等山前陵）

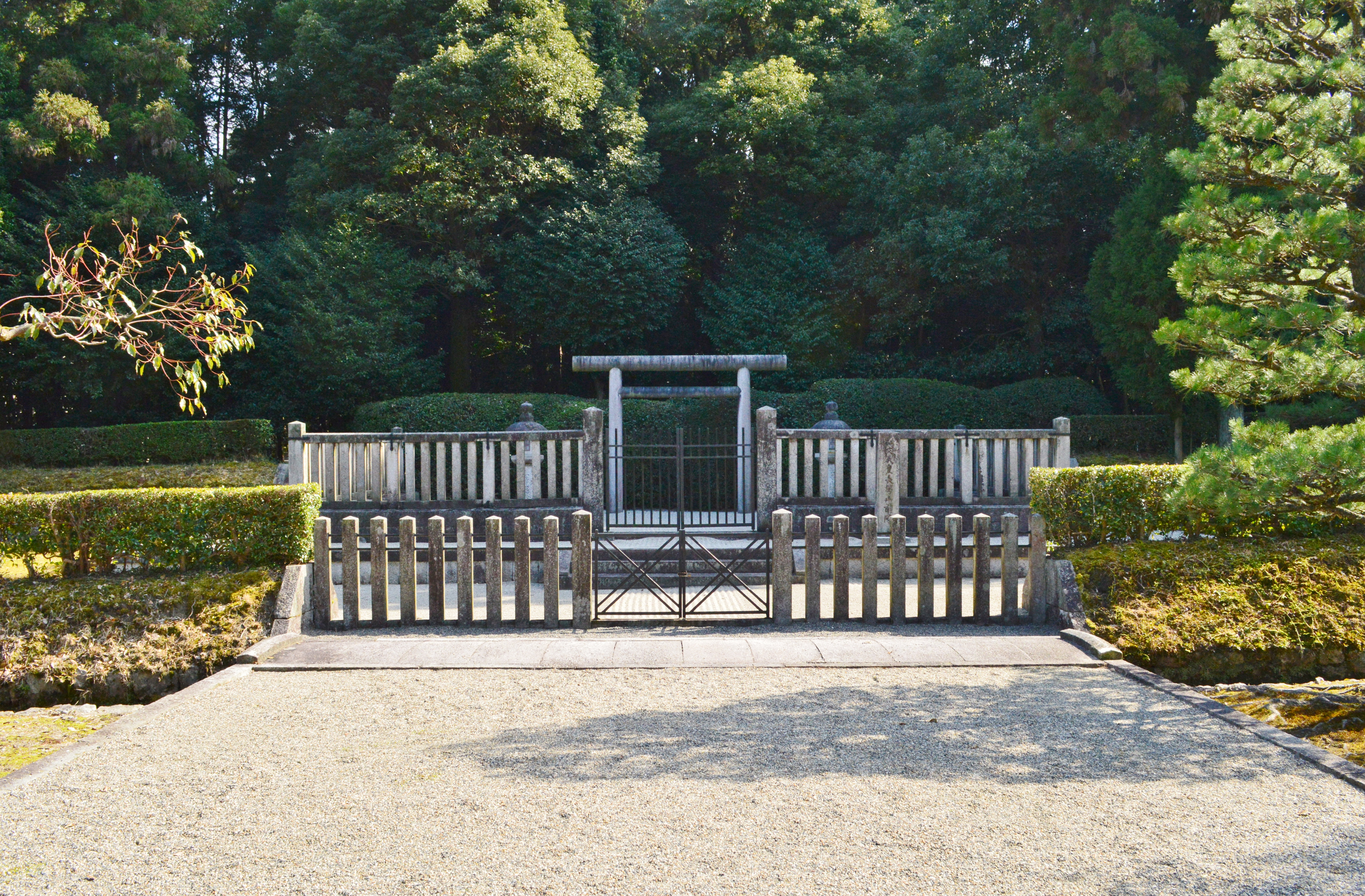
弘文天皇 長等山前陵
（滋賀県大津市）

壬申の乱で敗死した弘文天皇（大友皇子）の御陵は1877年に長等山山麓の一古墳が陵墓として選定された。
大津宮の南部に位置しており、天智天皇と大友皇子が住まわれていたとされる場所（現在の皇子山総合運動公園）の西隣の山際にあたる。